# Strangesta sheridani
Strangesta sheridani är en snäckart som först beskrevs av Brazier 1875.  Strangesta sheridani ingår i släktet Strangesta och familjen Rhytididae. Inga underarter finns listade i Catalogue of Life.